# Annette Karmiloff-Smith
Annette Dionne Karmiloff-Smith (* 18. Juli 1938 in London; † 19. Dezember 2016) war eine britische Entwicklungspsychologin und Kognitionswissenschaftlerin (Konnektionismus), bekannt für Forschungen und Theorien zur kognitiven Entwicklung von Kindern und den Ursachen von Entwicklungsstörungen bei Kindern.
Karmiloff-Smith war eine geborene Smith und Tochter eines Londoner Schneiders, besuchte ab 1949 die Edmonton County grammar school und 1954 bis 1957 das Institut Français in London.
Sie war ursprünglich Simultandolmetscherin für Französisch/Englisch bei den UN in Genf, begann sich für Sprachentwicklung bei Kindern zu interessieren und studierte in den 1970er Jahren in Genf bei Jean Piaget und Bärbel Inhelder. 1970 erhielt sie ihr Vordiplom in experimenteller Psychologie und 1977 wurde sie bei Piaget promoviert. In Genf war sie eine der Pioniere der mikrogenetischen Methode (Microgenetic Method) in der Entwicklungspsychologie. Sie forschte in Genf und in den Niederlanden und ging 1985 wieder nach London als Forscherin an der Cognitive Development Unit des Medical Research Council am University College London (Institute of Child Health) und Honorary Research Fellow am Great Ormond Street Hospital. In den letzten zehn Jahren ihres Lebens war sie Professorin am Birkbeck College der Universität London (Centre for Brain and Cognitive Development, Development Neurocognition Lab).
Sie untersuchte das erbbedingte Williams-Beuren-Syndrom (und andere Krankheiten wie das Down-Syndrom, Fragiles-X-Syndrom) und fand diese komplexer als bis dahin gedacht war und nicht ursächlich auf einen Hirnbereich eingeschränkt werden konnten (entsprechend einer Modularitätstheorie der Gehirnfunktionen) aufgrund der Dynamik der Wechselwirkung unterschiedlicher Hirnbereiche im Lauf der Entwicklung des Gehirns bei Kindern.  Ihre Theorien wurden danach auch auf weitere Entwicklungsdefizite wie Autismus übertragen.
Modularisierung von Wissen im Gehirn war ihrer Theorie nach Folge eines Entwicklungsprozesses (Representational Redescription) und nicht unbedingt angeboren.
Zuletzt wandte sie sich der Alzheimer-Krankheit zu. Ausgangspunkt war die Tatsache, dass alle Patienten mit Down-Syndrom später die typischen anatomischen Merkmale der Alzheimer-Krankheit im Gehirn zeigten, auch wenn sie nicht an deren Symptomen litten. Nach ihr gab es einen möglichen Schutzmechanismus bei Patienten mit Down-Syndrom.
Sie schrieb auch populärwissenschaftliche Bücher über die geistige Entwicklung von Frühkindern (Everything Your Baby Would Ask, If Only He or She Could Talk schrieb sie mit ihrer Tochter Kyra). Außerdem trat sie in Radiosendungen wie The Life Scientific bei BBC Radio 4 auf.
2002 erhielt sie den Europäischen Latsis-Preis. Sie war Fellow der British Academy (1993), Fellow der Academy of Medical Sciences (1999) und CBE (2004). Sie war Mitglied der Academia Europaea (1991).

## Schriften
- Development itself is the key to understanding developmental disorders. In: Trends in Cognitive Science. Bd. 2, Nr. 10, 1998, S. 389–398, doi:10.1016/S1364-6613(98)01230-3.
- Beyond Modularity. A Developmental Perspective on Cognitive Science. MIT Press, Cambridge MA u. a. 1992, ISBN 0-262-11169-1.
- mit Jeffrey L. Elman, Elizabeth A. Bates, Mark Johnson, Domenico Parisi, Kim Plunkett: Rethinking Innateness. A Connectionist Perspective on Development (= Neural Network Modeling and Connectionism. 10). MIT Press, Cambridge MA u. a. 1996, ISBN 0-262-05052-8.
- Baby It's You. A unique insight into the first three years of the developing Baby. Ebury Press, London 1994, ISBN 0-09-178572-3.
- mit Kyra Karmiloff: Everything Your Baby Would Ask, If Only He or She Could Talk. Ward Lock, London 1998, ISBN 0-7063-7573-4.
- Williams syndrome, In: Current Biology. Bd. 17, Nr. 24, 2007, R1035–R1036, doi:10.1016/j.cub.2007.09.037.